# Valeska Grisebach
Valeska Grisebach (Alemanha, 4 de janeiro de 1968) é uma cineasta alemã.